# Беларусь на летних Паралимпийских играх 2016
Белоруссия на летних Паралимпийских играх 2016 будет представлен в пяти видах спорта (дзюдо, лёгкой атлетике, плавании, академическая гребля, и фехтование). В состав сборной Белоруссии вошли 20 человек (10 мужчин и 10 женщин).

## Медалисты
| Золото |                   |                                                           |             |
| №      | Спортсмены        | Вид спорта (дисциплина)                                   | Дата        |
| 1      | Игорь Бокий       | Плавание (баттерфляй, 100 м — S13, мужчины)               | 8 сентября  |
| 2      | Игорь Бокий       | Плавание (комплекс, 200 м — SM13, мужчины)                | 10 сентября |
| 3      | Игорь Бокий       | Плавание (вольным стилем, 400 м — S13, мужчины)           | 12 сентября |
| 4      | Андрей Параневич  | Паралимпийское фехтование (шпага, категория «В», мужчины) | 13 сентября |
| 5      | Владимир Изотов   | Плавание (брасс, 100 м — SB13, мужчины)                   | 13 сентября |
| 6      | Игорь Бокий       | Плавание (вольным стилем, 50 м — S13, мужчины)            | 14 сентября |
| 7      | Игорь Бокий       | Плавание (вольным стилем, 100 м — S13, мужчины)           | 16 сентября |
| 8      | Игорь Бокий       | Плавание (на спине, 100 м — S13, мужчины)                 | 17 сентября |
| Бронза |                   |                                                           |             |
| №      | Спортсмены        | Вид спорта (дисциплина)                                   | Дата        |
| 1      | Александр Трипуть | Лёгкая атлетика (метание копья - F53/54, мужчины)         | 9 сентября  |
| 2      | Игорь Бокий       | Плавание (брасс, 100 м — SB13, мужчины)                   | 11 сентября |

## Результаты соревнований

### Лёгкая атлетика
Мужчины
| Спортсмен         | Дисциплина     | Предварительный раунд | Предварительный раунд | Полуфинал | Полуфинал | Финал     | Финал |
| Спортсмен         | Дисциплина     | Результат             | Место                 | Результат | Место     | Результат | Место |
| ----------------- | -------------- | --------------------- | --------------------- | --------- | --------- | --------- | ----- |
| Сергей Бурдуков   | Прыжки в длину | -                     | -                     | -         | -         | 6.98 PB   | 5     |
| Александр Субота  | Прыжки в длину | -                     | -                     | -         | -         | 5.88      | 14    |
| Александр Субота  | Метание копья  | -                     | -                     | -         | -         | 44.75     | 11    |
| Андрей Муха       | Метание копья  | -                     | -                     | -         | -         | 56.32 PB  | 7     |
| Александр Трипуть | Метание копья  | -                     | -                     | -         | -         | 23.56     | 3     |

Женщины
| Спортсменка     | Дисциплина     | Предварительный раунд | Предварительный раунд | Полуфинал | Полуфинал | Финал     | Финал |
| Спортсменка     | Дисциплина     | Результат             | Место                 | Результат | Место     | Результат | Место |
| --------------- | -------------- | --------------------- | --------------------- | --------- | --------- | --------- | ----- |
| Анна Канюк      | Прыжки в длину | -                     | -                     | -         | -         | 5.45      | 5     |
| Тамара Сивакова | Толкание ядра  | -                     | -                     | -         | -         | 11.24     | 6     |

### Дзюдо
Мужчины
| Спортсмен        | Категория | 1/8 финала                          | Четвертьфинал      | Полуфинал          | Финал              | Финал |
| Спортсмен        | Категория | Соперник Результат                  | Соперник Результат | Соперник Результат | Соперник Результат | Место |
| ---------------- | --------- | ----------------------------------- | ------------------ | ------------------ | ------------------ | ----- |
| Александр Козлов | до 81 кг  | Р. Сафаров (AZE) Поражение: 110:000 | -                  | -                  | -                  | 9     |

Женщины
| Спортсменка | Категория   | Четвертьфинал                 | Полуфинал                         | Финал                          | Финал |
| Спортсменка | Категория   | Соперник Результат            | Соперник Результат                | Соперник Результат             | Место |
| ----------- | ----------- | ----------------------------- | --------------------------------- | ------------------------------ | ----- |
| Арина Качан | свыше 70 кг | К. Гарсия (USA) Победа: 101:0 | Х. Алимова (UZB) Поражение: 0:100 | М. Тасбаг (TUR) Поражение: 0:0 | 5     |

### Академическая гребля
| Спортсмен      | Соревнование | Четвертьфинал | Четвертьфинал | Полуфинал | Полуфинал | Финал   | Финал |
| Спортсмен      | Соревнование | Время         | Место         | Время     | Место     | Время   | Место |
| -------------- | ------------ | ------------- | ------------- | --------- | --------- | ------- | ----- |
| Людмила Волчек | Одиночка     | 5:44.98       | 3             | 5:45.38   | 2         | 5:34.16 | 5     |

### Плавание
Мужчины
| Спортсмен        | Дисциплина       | Квалификация | Квалификация | Финал       | Финал |
| Спортсмен        | Дисциплина       | Время        | Место        | Время       | Место |
| ---------------- | ---------------- | ------------ | ------------ | ----------- | ----- |
| Игорь Бокий      | 100 м баттерфляй | 54.54        | 1            | 53.85 PR WR | 1     |
| Игорь Бокий      | 200 м комплекс   | 2:03.79      | 1            | 2:04.02 PR  | 1     |
| Игорь Бокий      | 100 м брасс      | 1:06.79      | 3            | 1:06.71     | 3     |
| Игорь Бокий      | 400 м в/стиль    | 4:02.23      | 1            | 3:55.62 PR  | 1     |
| Игорь Бокий      | 50 м в/стиль     | 23.73        | 1            | 23.44 PR    | 1     |
| Игорь Бокий      | 100 м в/стиль    | 51.45        | 1            | 50.90 PR    | 1     |
| Игорь Бокий      | 100 м спина      | 56.82        | 1            | 56.68 PR WR | 1     |
| Владимир Изотов  | 100 м брасс      | 1:07.52      | 1            | 1:06.82 PR  | 1     |
| Владимир Изотов  | 50 м в/стиль     | 25.69        | 11           | -           | -     |
| Григорий Зудилов | 100 м спина      | 1:14.39      | 9            | -           | -     |
| Григорий Зудилов | 50 м в/стиль     | 27.11        | 5            | 27.02       | 5     |
| Григорий Зудилов | 100 м баттерфляй | -            | -            | 1:08.64     | 6     |
| Григорий Зудилов | 100 м в/стиль    | 1:00.27      | 4            | 1:00.21     | 6     |
| Григорий Зудилов | 200 м комплекс   | 2:34.53      | 3            | 2:30.72     | 5     |

Женщины
| Спортсмен              | Дисциплина         | Квалификация | Квалификация | Финал   | Финал |
| Спортсмен              | Дисциплина         | Время        | Место        | Время   | Место |
| ---------------------- | ------------------ | ------------ | ------------ | ------- | ----- |
| Наталья Шавель         | 50 м баттерфляй    | 49.78        | 5            | 47.55   | 7     |
| Наталья Шавель         | 100 м брасс        | 2:02.11      | 5            | 2:00.71 | 5     |
| Наталья Шавель         | 200 м комплекс     | 3:41.11      | 5            | 3:39.61 | 4     |
| Наталья Шавель         | 50 м спина         | 50.36        | 7            | 50.41   | 8     |
| Александра Свадковская | 50 м вольный стиль | 30.52        | 6            | -       | -     |
| Александра Свадковская | 100 м брасс        | 1:27.08      | 8            | 1:25.74 | 8     |
| Анастасия Зудилова     | 200 м комплекс     | 2:44.78      | 13           | -       | -     |
| Анастасия Зудилова     | 100 м брасс        | 1:20.01      | 4            | 1:19.79 | 7     |
| Анастасия Зудилова     | 100 м спина        | 1:15.72      | 8            | 1:16.32 | 8     |

### Паралимпийское фехтование
Мужчины
| Спортсмены      | Соревнование         | Групповой этап                                                                                          | Групповой этап                                                             | Групповой этап | Четвертьфинал                      | Полуфинал                        | Финал                        | Финал |
| Спортсмены      | Соревнование         | Соперник                                                                                                | Результат                                                                  | Место          | Соперник Результат                 | Соперник Результат               | Соперник Результат           | Место |
| --------------- | -------------------- | --- | -------------------------------------------------------------------------- | -------------- | ---------------------------------- | -------------------------------- | ---------------------------- | ----- |
| Андрей Праневич | шпага категория «В»  | Яни Ифэбе (FRA) Димитрий Коутя (GBR) Чик Сум Там (HKG) Олег Науменко (UKR)                              | Победа: 5:1 Победа: 5:4 Поражение: 4:5 Поражение: 3:5                      |                | Димитрий Коутя (GBR) Победа: 15:13 | Олег Науменко (UKR) Победа: 15:8 | Али Омар (IRQ) Победа: 15:14 | 1     |
| Мартын Коваленя | рапира категория «А» | Дамьен Такатлян (FRA) Дариуш Пендэр (POL) Винг Кин Чан (HKG) Ганг Сунь (CHN) Эммануэль Ламберцини (ITA) | Поражение: 1:5 Поражение: 1:5 Поражение: 3:5 Поражение: 0:5 Поражение: 3:5 | 6              | -                                  | -                                | -                            | -     |

Женщины
| Спортсмены           | Соревнование         | Групповой этап                                                                                            | Групповой этап                                                                         | Групповой этап | Четвертьфинал                             | Полуфинал          | Финал              | Финал |
| Спортсмены           | Соревнование         | Соперник                                                                                                  | Результат                                                                              | Место          | Соперник Результат                        | Соперник Результат | Соперник Результат | Место |
| -------------------- | -------------------- | --- | -------------------------------------------------------------------------------------- | -------------- | ----------------------------------------- | ------------------ | ------------------ | ----- |
| Алеся Мокрицкая      | шпага категория «В»  | Анастасия Касцючкова (BLR) Гиёнги Дани (HUN) Сэйсуни Жанна (THA) Жынгжынг Жов (CHN) Ю Чонг Чан (HKG)      | Победа: 5:1 Победа: 5:4 Поражение: 2:5 Поражение:4:5 Поражение: 2:5                    | 5              | Симона Бризе-Баетке (GER) Поражение: 9:15 | -                  | -                  | -     |
| Алеся Мокрицкая      | рапира категория «В» | Беатриса Виа (ITA) Ирма Хетцурыяни (GEO) Симона Бризе-Баетке (GER) Юнь Пинг Чанг (HKG) Клык Яо (CHN)      | Поражение: 0:5 Победа: 5:2 Победа: 5:3 Победа: 5:0 Поражение: 0:5                      | 3              | Клык Яо (CHN) Поражение: 11:15            | -                  | -                  | -     |
| Елена Галкина        | шпага категория «А»  | Лаврентия Делюк (USA) Рената Бурдан (POL) Ксюфенг Зов (CHN) Джема Колис (GBR) Шушан Крайняк (HUN)         | Победа: 5:3 Победа: 5:1 Поражение: 3:5 Победа: 5:4 Победа: 5:4                         | 2              | Шушан Крайняк (HUN) Поражение: 12:15      | -                  | -                  | -     |
| Елена Галкина        | рапира категория «А» | Андрея Могас (ITA) Джастин Чарыса Нг (HKG) Жынг Ронг (CHN) Дельфина Бернар (FRA) Ева Андреа Хаймашы (HUN) | Победа: 5:4 Поражение: 3:5 Поражение: 2:5 Поражение: 2:5 Поражение: 1:5 Поражение: 1:5 | 6              | -                                         | -                  | -                  | -     |
| Анастасия Костючкова | шпага категория «B»  | Алеся Мокрицкая (BLR) Ю Чонг Чан (HKG) Гиёнги Дани (HUN) Сэйсуни Жанна (THA) Жынгжынг Жов (CHN)           | Поражение: 1:5 Победа: 5:2 Победа: 5:0 Победа: 5:2 Победа: 5:4                         | 1              | Жынгжынг Жов (CHN) Поражение: 4:15        | -                  | -                  | -     |